# Dreiband-Europameisterschaft 1948

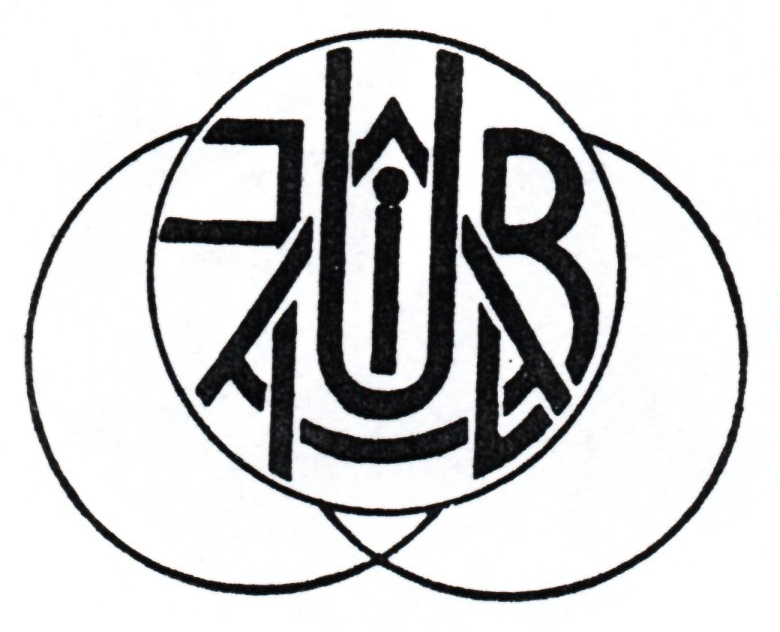
Logo UIFAB (ausrichtender Verband)

Veranstaltungsort: Madrid

Die Dreiband-Europameisterschaft 1948 war das fünfte Turnier in dieser Disziplin des Karambolage und fand vom 6. bis zum 10. Mai 1948 in Madrid statt.

## Geschichte
Nach drei EM-Titeln hintereinander konnte Titelverteidiger Alfred Lagache diese Leistung nicht wiederholen und schloss mit dem sechsten Platz ab. Dafür schraubte er den Turnierrekord der  Höchstserie von 9 auf 12.  Erst 1960 wird dieser Rekord, von dem Niederländer Henry de Ruijter, mit 15 übertroffen werden.
Da es zum Abschluss der regulären Spiele zwischen dem Spanier Joaquín Domingo und Roger Hanoun aus Spanien zum Satzgleichstand kam, beide hatten ein Punktekonto von 14:2, wurde eine Stichpartie gespielt. Zu diesem Zeitpunkt führte der Franzose im Generaldurchschnitt (GD) mit 0,827, die Stichpartie verlor er jedoch 50:44 in 58 Aufnahmen und musste sich mit dem 2. Platz zufriedengeben. Er behielt jedoch die Rekorde im GD und BED.

## Modus
Gespielt wurde „Jeder gegen Jeden“ bis 50 Punkte mit Nachstoß/Aufnahmegleichheit.

## Abschlusstabelle
| MP    | Match Points (Sieger = 2; Unentschieden = 1; Verlierer = 0) |
| Pkte. | Erzielte Karambolagen                                       |
| Aufn. | Benötigte Versuche                                          |
| GD    | Generaldurchschnitt                                         |
| BED   | Bester Einzeldurchschnitt eines Spielers                    |
| HS    | Höchstserie                                                 |
|       | Bester GD des Turniers                                      |
|       | Bester ED des Turniers                                      |
|       | Beste HS des Turniers                                       |
|       | 1. Platz (Gold)                                             |
|       | 2. Platz (Silber)                                           |
|       | 3. Platz (Bronze)                                           |

| Abschlusstabelle vor der Stichpartie          | Abschlusstabelle vor der Stichpartie | Abschlusstabelle vor der Stichpartie | Abschlusstabelle vor der Stichpartie | Abschlusstabelle vor der Stichpartie | Abschlusstabelle vor der Stichpartie | Abschlusstabelle vor der Stichpartie | Abschlusstabelle vor der Stichpartie |
| Platz                                         | Name                                 | MP                                   | Pkte.                                | Aufn.                                | GD                                   | BED                                  | HS                                   |
| --------------------------------------------- | ------------------------------------ | ------------------------------------ | ------------------------------------ | ------------------------------------ | ------------------------------------ | ------------------------------------ | ------------------------------------ |
| 1                                             | Joaquín Domingo                      | 14:2                                 | 389                                  | 495                                  | 0,785                                | 1,136                                | 8                                    |
| 2                                             | Roger Hanoun                         | 14:2                                 | 384                                  | 464                                  | 0,827                                | 1,219                                | 6                                    |
| 3                                             | René Vingerhoedt                     | 12:4                                 | 378                                  | 526                                  | 0,718                                | 0,925                                | 8                                    |
| 4                                             | António Ventura                      | 9:7                                  | 367                                  | 596                                  | 0,615                                | 0,757                                | 9                                    |
| 5                                             | João Pereira                         | 8:8                                  | 356                                  | 548                                  | 0,649                                | 0,847                                | 9                                    |
| 6                                             | Alfred Lagache                       | 7:9                                  | 351                                  | 504                                  | 0,696                                | 0,943                                | 12                                   |
| 7                                             | Alfred Aeberhard                     | 4:12                                 | 300                                  | 588                                  | 0,510                                | 0,617                                | 6                                    |
| 8                                             | Joop Baay                            | 2:14                                 | 316                                  | 537                                  | 0,588                                | 0,757                                | 6                                    |
| 9                                             | Franz Engl                           | 2:14                                 | 303                                  | 578                                  | 0,524                                | 0,684                                | 6                                    |
| Turnierdurchschnitt: 0,650 (ohne Stichpartie) |                                      |                                      |                                      |                                      |                                      |                                      |                                      |
| Stichpartie                                   |                                      |                                      |                                      |                                      |                                      |                                      |                                      |
| -                                             | Joaquín Domingo                      | 2:0                                  | 50                                   | 58                                   | 0,862                                | 0,862                                | 5                                    |
| -                                             | Roger Hanoun                         | 0:2                                  | 44                                   | 58                                   | 0,758                                | –                                    | 6                                    |
| nach Stichpartie                              |                                      |                                      |                                      |                                      |                                      |                                      |                                      |
| 1                                             | Joaquín Domingo                      | 16:2                                 | 439                                  | 553                                  | 0,793                                | 1,136                                | 8                                    |
| 2                                             | Roger Hanoun                         | 14:4                                 | 428                                  | 522                                  | 0,819                                | 1,219                                | 6                                    |
| Turnierdurchschnitt: 0,659 (mit Stichpartie)  |                                      |                                      |                                      |                                      |                                      |                                      |                                      |